# John Hearn
John Graham Hearn (ur. 27 grudnia 1929 w Wandsworth, Londyn, zm. 7 sierpnia 1980 w Whyteleafe) – brytyjski łyżwiarz szybki, olimpijczyk.

## Kariera
W wieku 22 lat Hearn uczestniczył w Zimowych Igrzyskach Olimpijskich 1952 w Oslo. Wystąpił wówczas w trzech konkurencjach łyżwiarstwa szybkiego: bieg na 1500 m (38. miejsce; upadek), bieg na 5000 m (17. miejsce) oraz bieg na 10 000 m (10. miejsce). John Hearn uczestniczył także w Zimowych Igrzyskach Olimpijskich 1956 w Cortina d’Ampezzo. Podczas tych igrzysk wystąpił on w czterech konkurencjach łyżwiarstwa szybkiego: bieg na 500 m (45. miejsce), bieg na 1500 m (33. miejsce), bieg na 5000 m (26. miejsce) oraz bieg na 10 000 m (20. miejsce).
Brał udział m.in. w mistrzostwach świata w wieloboju, jak i w mistrzostwach Europy w wieloboju.

## Rekordy życiowe
| Dystans  | Czas     | Data             | Miejsce   |
| -------- | -------- | ---------------- | --------- |
| 500 m    | 45.90    | 26 stycznia 1956 | Misurina  |
| 1000 m   | 1:35.70  | 9 stycznia 1967  | Innsbruck |
| 1500 m   | 2:17.50  | 26 stycznia 1956 | Misurina  |
| 3000 m   | 4:53.50  | 22 stycznia 1956 | Misurina  |
| 5000 m   | 8:21.40  | 26 stycznia 1956 | Misurina  |
| 10 000 m | 17:27.60 | 26 stycznia 1956 | Misurina  |
| [ 2 ]    |          |                  |           |